# Mateo Magariños Solsona
Mateo Magariños Solsona (Montevideo, 14 de juny del 1867 - ibídem. 10 de juliol del 1921) va ser un polític i escriptor uruguaià, pertanyent al Partit Colorado. Va obtenir càrrecs importants durant la segona presidència de José Batlle y Ordóñez. Va pertànyer a un cercle d'intel·lectuals de l'època. A més, va realitzar nombrosos viatges a l'estranger, sobretot a Espanya, Argentina, Brasil i altres països d'Amèrica, com a promotor de cultura.
La seva obra més famosa és Pasar, publicada el 1917. Va morir quatre anys després, a Montevideo.